# Itakayt (II.)
Itakayt war eine altägyptische Königstochter und Königin im Mittleren Reich. Sie lebte zur Zeit der Könige Sesostris II. und Sesostris III. (herrschte etwa 1882 bis 1842 v. Chr.) und war anscheinend die Tochter des Ersteren. Itakayt hatte eine Pyramide neben der Pyramide von Sesostris III. bei Dahschur. Ihr Name und ihre Titel fanden sich auf Bruchstücken von Reliefs, die einst den dortigen Pyramidentempel schmückten. Ein Papyrusfragment aus Lahun nennt das Rundbild der Itakayt neben dem der Königstochter Nofret. Dies deutet vielleicht an, dass sie eine Tochter von Sesostris II. war, wie dies für Nofret belegt ist. Demnach wäre sie die Schwester von Sesostris III. gewesen, neben dem sie bestattet wurde.